# رالف فريدريك سومر
رالف فريدريك سومر (1898 - 1971) هو واحد من اثنين من الرواد في تطوير علاج الجذور، ويُوصف بأنه رائد في علاج التهابات قناة الجذر وتطوير عملية قناة الجذر في جامعة ميتشيغان، كان سومر عضو هيئة التدريس (1924-1968) وكذلك رئيس قسم علاج الجذور في جامعة ميشيغان.